# Jadranka Kosor
Jadranka Kosor (wym. [jǎdraːnka kɔ̂sɔr]; ur. 1 lipca 1953 w Pakracu) – chorwacka polityk i dziennikarka, wicepremier i minister ds. rodziny, weteranów i solidarności pokoleń w latach 2003–2009. Przewodnicząca Chorwackiej Wspólnoty Demokratycznej od 4 lipca 2009 do 21 maja 2012. Premier Chorwacji od 6 lipca 2009 do 23 grudnia 2011.

## Życiorys
Po ukończeniu szkoły średniej w Pakracu studiowała prawo na Uniwersytecie w Zagrzebiu. Po ukończeniu studiów pracowała od 1972 jako dziennikarka Radia Zagrzeb. W czasie wojny w latach 1991–1995 przygotowywała radiowe programy informacyjne.
W 1995 została reprezentantką w chorwackim parlamencie jako członkini Chorwackiej Wspólnoty Demokratycznej (HDZ). Objęła stanowisko wiceprzewodniczącej parlamentu.
Sprawowała funkcję wiceprzewodniczącej HDZ w latach 1995–1997. Ponownie objęła ją w 2002. W 2003 została wicepremierem oraz ministrem ds. rodziny, weteranów i solidarności pokoleń w rządzie Ivo Sanadera. Zajmowała te stanowiska w obu gabinetach tego premiera.
W 2004 HDZ nominowała ją jako kandydatkę partii do wyborów prezydenckich w 2005. W pierwszej rundzie pokonała Borisa Mikšicia o kilka punktów procentowych i zajęła drugie miejsce (z wynikiem około 20% głosów). W drugiej turze konkurowała z urzędującym prezydentem Stipanem Mesiciem, przegrywając z wynikiem na poziomie 34% głosów.
3 lipca 2009, po rezygnacji ze stanowiska premiera przez Iva Sanadera, prezydent Stjepan Mesić powierzył jej misję utworzenia nowego rządu. Podczas konwencji HDZ w Zagrzebiu 4 lipca 2009 została jednogłośnie wybrana na nową przewodniczącą partii w miejsce ustępującego Iva Sanadera. 6 lipca parlament zatwierdził jej kandydaturę na stanowisku szefa rządu. W głosowaniu nowy gabinet poparło 83 ze 153 deputowanych. Jadranka Kosor została pierwszą w historii kraju kobietą sprawującą urząd premiera.
W wyborach w 2011 ponownie wybrana do Zgromadzenia Chorwackiego. Kierowana przez nią HDZ przegrała jednak te wybory, w rezultacie 23 grudnia 2011 Jadrankę Kosor na stanowisku premiera zastąpił socjaldemokrata Zoran Milanović. Partią kierowała do 21 maja 2012, kiedy to na czele HDZ stanął Tomislav Karamarko. Jadranka Kosor za publiczną krytykę nowych władz partii została wykluczona z HDZ.

## Odznaczenia
- Order Chorwackiej Jutrzenki w kategorii edukacja (1995)[5]
- Wielki Order Królowej Jeleny (2021)[6]